# Клаус Єнсен
Клаус Вільям Єнсен (дан. Claus William Jensen; нар. 29 квітня 1977, Нюкебінг Фальстер, Данія) — колишній данський футболіст, що грав на позиції півзахисника.
Виступав, зокрема, за клуб «Фулгем», а також національну збірну Данії.

## Клубна кар'єра
У дорослому футболі дебютував 1995 року виступами за команду клубу «Нествед», в якій провів один сезон, взявши участь у чотирьох матчах чемпіонату.
Згодом з 1996 по 2004 рік грав у складі команд клубів «Люнгбю», «Болтон Вондерерз» та «Чарльтон Атлетик».
2004 року перейшов до клубу «Фулгем», за який відіграв три сезони. Завершив професійну кар'єру футболіста 2007 року виступами за команду цього ж клубу.

## Виступи за збірну
2000 року дебютував в офіційних матчах у складі національної збірної Данії. Протягом кар'єри у національній команді, яка тривала 8 років, провів у формі головної команди країни 47 матчів, забивши 8 голів.
У складі збірної був учасником чемпіонату світу 2002 року в Японії та Південній Кореї, чемпіонату Європи 2004 року у Португалії.